# 奇妙仙子與失落的寶藏
《奇妙仙子與失落的寶藏》（英語：Tinker Bell and the Lost Treasure）是2009年的计算机动画電影，《奇妙仙子》的續作，由克雷·哈爾導演。

## 劇情
仙子們會在秋季舉行大典慶祝，今年秋收的時候，剛好和秋分左右的藍色滿月同時，所以必須造新的寶杖來慶祝大典，寶杖的尺寸必須做得精確，最上面要放一顆月石，藍月高掛的時候，月光會穿透寶石，製造出藍色金粉，藍色金粉讓金粉樹復甦。今年輪到工匠仙子來製作寶杖，瑪麗仙子向女王推薦奇妙仙子。

## 配音員
| 配音                                | 配音     | 配音                                             | 角色                               |
| 英語                                | 國語     | 粵語                                             | 角色                               |
| ----------------------------------- | -------- | ------------------------------------------------ | ---------------------------------- |
| 梅·惠特曼                           | 丘梅君   | 麥智鈞                                           | 奇妙仙子/叮叮（Tinker Bell）       |
|                                     |          | 潘芳芳                                           | 旁述員                             |
| 傑西·麥卡尼                         | 何志威   | 陳仕文                                           | 泰倫斯（Terence）                  |
| 珍妮·霍洛克斯                       | 陳季霞   | 謝月美                                           | 瑪莉仙子（Fairy Mary）             |
| 劉玉玲                              | 林美秀   | 賴芸芬                                           | 水仙子/希芙蜜絲（Silvermist）      |
| 雷文-西蒙尼                         | 龍顯蕙   | 鄭佩嘉                                           | 亮光仙子/愛麗德莎（Iridessa）      |
| 克莉絲汀·錢諾維斯                   | 曾詠婷   | 譚美瓊                                           | 花園仙子/羅塞塔(羅賽妲)（Rosetta） |
| 安琪拉·芭提斯                       | 楊凱凱   | 林玉盈                                           | 動物仙子/芬恩（Fawn）              |
| 帕米拉·艾爾頓（英語：Pamela_Adlon） | 錢欣郁   | 黃子嫻                                           | 飛快仙子/薇蒂亞（Vidia）           |
| 羅伯·保羅森                         | 劉鵬傑   | 陳楚鍵                                           | 波波（Bobble）                     |
| 傑夫·本內特                         | 陳宏瑋   | 邱頌偉                                           | 阿康（Clank）                      |
| 格蕾·德莱勒                         | 劉小芸   | 羅敏莊                                           | 講故事仙子/萊莉雅（Lyria）         |
|                                     |          | 甄錦華                                           | 加利仙人                           |
|                                     |          | 李鎮洲                                           | 矮山鬼                             |
|                                     |          | 古明華                                           | 高山鬼                             |
| 約翰·迪·馬吉歐                      | 姜先誠   | 高翰文                                           | 秋天部長/紅葉（Redleaf）           |
| 伊利扎·波拉克·希伯特                | 使用原音 | 使用原音                                         | 亮亮（Blaze）                      |
| 鮑勃·伯根                           | 使用原音 | 使用原音                                         | 蟲子/生物（Bugs / Creatures）      |
| 羅傑·克雷格·史密斯                  |          |                                                  | 閃電（Bolt）                       |
| 羅傑·克雷格·史密斯                  |          |                                                  | 石頭（Stone）                      |
| 艾莉森·羅斯                         |          |                                                  | 法國仙子（French Fairy）           |
| 湯姆·艾德克斯-赫爾南德斯            |          |                                                  | 弗林特（Flint）                    |
| 安杰丽卡·休斯顿                     | 汪世瑋   | 杜雯惠                                           | 克麗安女王（Queen Clarion）        |
|                                     |          | 陳振聲 陳旭恆 陳祖兒 李建良 譚天樂 莫子慧 胡永正 |                                    |

## 配音工作人員
臺灣：
導演 劉小芸

翻譯 郭芳宜
歌曲

音樂監製 謝文德

填詞 劉小芸
中文版製作人員
製作 景平工作室

創作總監 古慧宜
中文版製作 DISNEY CHARACTER VOICES INTERNATIONAL,INC.

香港：
導演 謝月美

翻譯 黃國新
歌曲

音樂監製 梁偉基

填詞 岑偉宗
粵語版製作人員
對白錄音室 SDI MEDIA HONG KONG LTD.

唱歌錄音室 WATCH MUSIC LIMITED

混音 SHEPPERTON INTERNATIONAL

製作統籌 CINDY LAU
粵語版製作
DISNEY CHARACTER VOICES INTERNATIONAL,INC.

## 歌曲
臺灣：
〈只要你相信〉主唱：蕭蔓萱

〈童話故事〉主唱：蕭蔓萱

香港：
〈相信你和我〉主唱：閻奕格

〈遙遠的歌〉主唱：羅敏莊

## 外部連結
- 官方网站
- AllMovie上《奇妙仙子與失落的寶藏》的资料（英文）
- 大卡通資料庫上《奇妙仙子與失落的寶藏》的資料（英文）

- 互联网电影数据库（IMDb）上《奇妙仙子與失落的寶藏》的资料（英文）
- 爛番茄上《奇妙仙子與失落的寶藏》的資料（英文）